# بخش مرکزی شهرستان آباده
بخش مرکزی شهرستان آباده یکی از بخش‌های شهرستان آباده در استان فارس ایران است.

## تقسیمات کشوری
- بخش مرکزی شهرستان آباده
  - دهستان ایزدخواست
  - دهستان بیدک
  - دهستان سورمق
- شهرها: آباده ، ایزدخواست ، سورمق.

## جمعیت
بنابر سرشماری مرکز آمار ایران، جمعیت بخش مرکزی شهرستان آباده در سال ۱۳۹۵ برابر با ۷۵٬۹۴۶ نفر بوده است.